# 가나가와촌 (이시카와현)
가나가와촌(金川村)은 이시카와현 가호쿠군에 있던 촌이다. 현재는 가나자와촌의 중부, 호쿠리쿠 자동차도 가나자와 히가시 나들목의 주변에 해당한다.

## 역사
- 1889년 4월 1일 - 정촌제 시행에 의해 5개 촌의 구역을 가지고 가나가와촌이 성립하였다.
- 1907년 8월 10일 - 고가네촌, 사카이촌, 나카구치촌, 가나가와촌이 합병해 고사카촌이 성립하였다.

## 교통

### 도로
현재는 구촌에 호쿠리쿠 자동차도의 가나자와 히가시 나들목이 소재하지만, 당시엔 미개통

## 참고문헌
- 角川日本地名大辞典 17 石川県